# Chamaesphecia leucoparea
Chamaesphecia leucoparea is een vlinder uit de familie wespvlinders (Sesiidae), onderfamilie Sesiinae.
De wetenschappelijke naam van de soort is voor het eerst geldig gepubliceerd door Lederer in 1872. De soort komt voor in het Palearctisch gebied.